# اسنوشیل

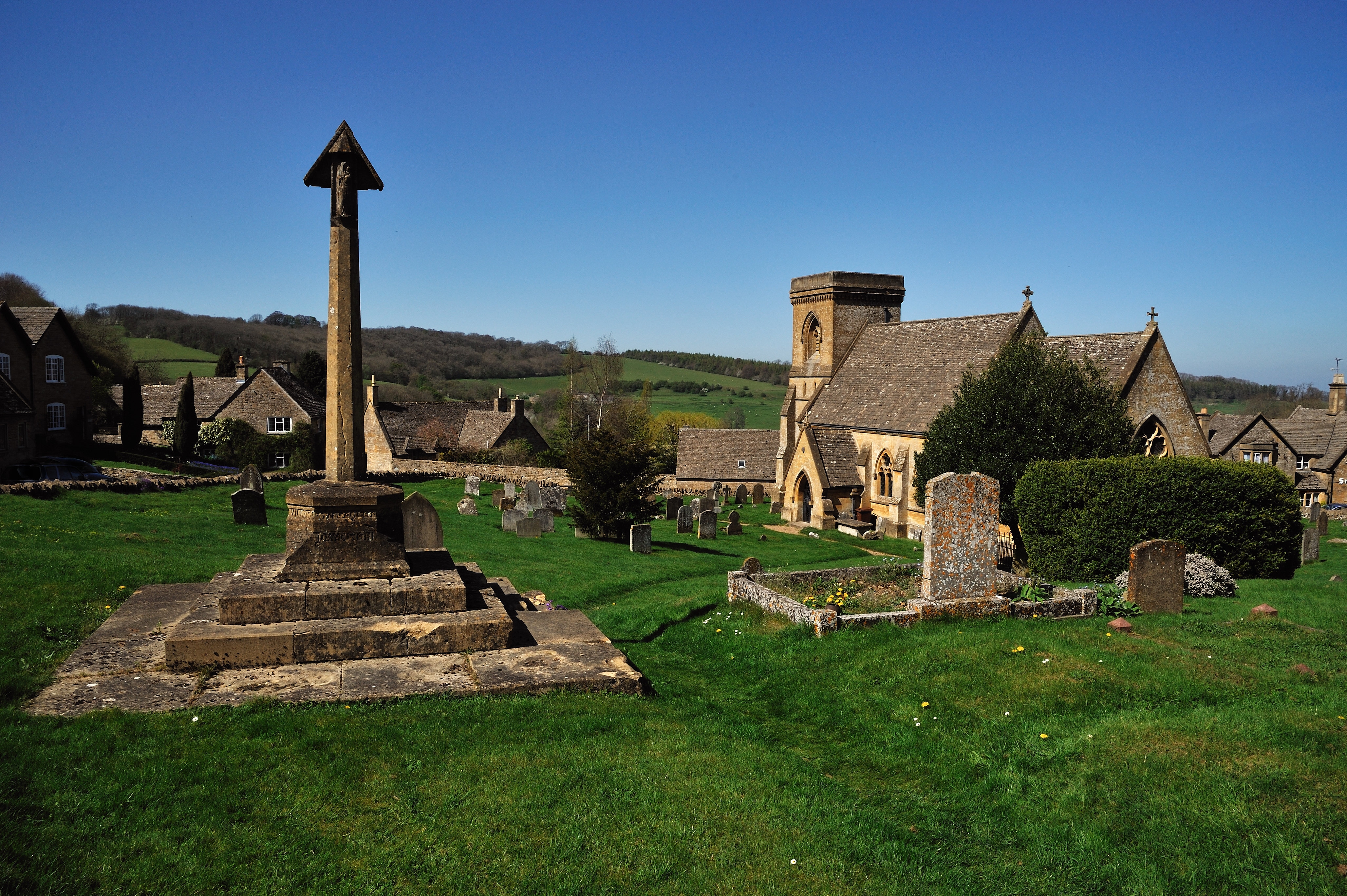

اسنوشیل (انگلیسی: Snowshill) روستای کوچکی در گلاسترشر، انگلستان است.